# Jacques Haller
Jacques Edmond Haller (Gante, 3 de marzo de 1897-Gante, 19 de diciembre de 1961) fue un deportista belga que compitió en remo. Ganó dos medallas de bronce en el Campeonato Europeo de Remo, en los años 1920 y 1921.

## Palmarés internacional
| Campeonato Europeo | Campeonato Europeo       | Campeonato Europeo | Campeonato Europeo |
| Año                | Lugar                    | Medalla            | Prueba             |
| ------------------ | ------------------------ | ------------------ | ------------------ |
| 1920               | Mâcon (Francia)          | Medalla de bronce  | Scull individual   |
| 1921               | Ámsterdam (Países Bajos) | Medalla de bronce  | Ocho con timonel   |